# Konkurs Eurowizji dla Młodych Tancerzy 2017
15. Konkurs Eurowizji dla Młodych Tancerzy został zorganizowany 16 grudnia 2017 roku w Centrum Kongresowym w Pradze przez czeskiego nadawcę publicznego Česká televize. Był to drugi konkurs Europejskiej Unii Nadawców organizowany w Czechach.
Finał konkursu wygrała reprezentantka Polski Paulina Bidzińska, która wykonała choreografię „La certa” Jacka Przybyłowicza.

## Jury
W skład komisji jurorskiej konkursu weszli:
- Daria Klimentová – Czechy
- Itzik Galili – Izrael
- Ambra Succi – Szwecja

## Uczestnicy
Osiem państw wyraziło chęć udziału w konkursie, w tym portugalski nadawca publiczny RTP 2, powracający do rywalizacji po czteroletniej przerwie. Nadawcy z Albanii, Holandii i Słowacji wycofali się z udziału w tej edycji konkursu.
| L.p. | Kraj       | Tancerz              | Wiek | Nazwa prezentacji | Autor choreografii           | Wynik      |
| ---- | ---------- | -------------------- | ---- | ----------------- | ---------------------------- | ---------- |
| 1    | Norwegia   | Anna Louise Amundsen |      | „These Days”      | Tine Erica Aspaas            |            |
| 2    | Niemcy     | Danila Kapustin      |      | „Desde Otello”    | Goyo Montero                 |            |
| 3    | Malta      | Denise Buttigieg     | 16   | „Q.W.”            | Joeline Tabone               |            |
| 4    | Portugalia | Raquel Fidalgo       | 18   | „Esquiva”         | Marius Petipa                |            |
| 5    | Polska     | Paulina Bidzińska    | 19   | „La certa”        | Jacek Przybyłowicz           | 1. miejsce |
| 6    | Słowenia   | Patricija Crnkovič   | 20   | „Disintegration”  | Patricija Crnkovič           | 2. miejsce |
| 7    | Szwecja    | Christoffer Collins  | 18   | „Solo-X”          | Sigge Modigh                 |            |
| 8    | Czechy     | Michal Vach          |      | „Monologue”       | Michal Vach i Lenka Halašová |            |

Po czwartym i ósmym występie konkursowym uczestnicy zaprezentowali się też w choreografiach zbiorowych, występując w dwóch grupach. W skład pierwszej grupy weszli: Anna Louise Amundsen, Danila Kapustin, Denise Buttigieg i Raquel Fidalgo, a drugą grupę stworzyli Paulina Bidzińska, 	Patricija Crnkovič, Christoffer Collins i Michal Vach.

## Transmisja
Konkurs był transmitowany lub retransmitowany przez następujących nadawców:
1. – na żywo; RTSH HD
2. – na żywo; ČT art
3. – godzinne opóźnienie; PBS
4. – 7 stycznia 2018, godz. 8:35; WDR
5. – 17 grudnia, godz. 19:45; NRK 2
6. – na żywo; TVP Kultura
7. – dwugodzinne opóźnienie; RTP 2
8. – na żywo; SVT